# Simira rubra
Simira rubra är en måreväxtart som först beskrevs av Carl Friedrich Philipp von Martius, och fick sitt nu gällande namn av Julian Alfred Steyermark. Simira rubra ingår i släktet Simira och familjen måreväxter. Inga underarter finns listade i Catalogue of Life.